# Aghem
Die Sprache Aghem (auch wum und yum genannt; ISO 639-3 ist agq) ist eine bantoide Sprache, die in der Nordwestprovinz Kameruns von 26.700 Einwohnern gesprochen wird.
Sie ist eine der fünf westlichen Ring-Sprachen innerhalb der Gruppe der Graslandsprachen.
Sie ist verwandt mit den Sprachen Isu [isu] und Weh [weh]. Es sind minimal regionale Unterschiede in der Sprache. Die Sprecher sprechen im Alltag inzwischen zumeist Englisch oder das Kameruner Pidginenglisch [wes].

## Alphabet
Das Alphabet der Sprache, welche die lateinische Schrift verwendet, hat insgesamt 35 Buchstaben:

t k kp ? b d g gb m n nj N Nm gF s z bv ts tS dz dZ l j w i I e E a a_) O o U u f 